# Тип 96 (тягач)
Артиллерийский тягач Тип 96 — трехосный грузовик, применявшийся японской армией для транспортировки зенитных орудий в годы Второй мировой войны.
В 1920-е годы имперская армия использовала несколько видов грузовиков для транспортировки зенитных орудий. В 1936 году На базе трёхосного грузовика Тип 94, выпускавшегося с 1934 и успевшего продемонстрировать свою надёжность, был создан артиллерийский тягач Тип 96. Запущенный в серию в 1937 году, Тип 96 в основном сохранял конструкцию Тип 94, но при этом «была улучшена трансмиссия, а на задней части была установлена лебёдка». Двигатель, использовавшийся на Тип 96, был изготовлен в двух вариантах: бензиновом (двигатель Ko) и дизельном (двигатель Оцу). Задняя платформа была «модифицирована для перевозки расчётов и оборудования» для 75-мм зенитной пушки Тип 88. Во время Второй мировой войны 75-мм зенитная пушка Тип 88 была развернута практически на каждой противовоздушной артиллерийской батарее в качестве защиты от воздушных атак среднего уровня.